# Myx Music Awards 2006
La prima edizione degli Myx Music Awards si è svolta il 6 giugno 2006 a Makati (Filippine).

## Vincitori
Lista parziale delle categorie con relativi vincitori.
- Video musicale: Rivermaya - You'll Be Safe Here
- Canzone: Cueshé - Stay
- Artista: Cueshé
- Artista maschile: Erik Santos
- Artista femminile: Rachelle Ann Go
- Gruppo: Cueshé
- Collaborazione: Nina & Christian Bautista - Burn